# ニーナの幸せレストラン
『ニーナの幸せレストラン』（英: Nina's Heavenly Delights）は、2006年製作のイギリスの映画。
2008年7月12日に第17回東京国際レズビアン&ゲイ映画祭で日本初上映された。シカゴ国際映画祭正式出品作品。

## キャスト
- ニーナ：シェリー・コン
- リサ：ローラ・フレイザー
- ラジ：アート・マリック
- ロビー：ロニー・ジュッティ
- スーマン：ヴィーナ・スード
- モハン：ラード・ラウィ
- フィッシュ：アダム・シンクレア
- フランシスコ・ボッシュ